# Mathilda av Achaea
Mathilda av Achaea, född 1293, död 1331, var en monark, regerande furstinna, i den grekiska korsfararstaten furstendömet Achaea mellan 1313 och 1318. 
Hon kidnappades år 1318 av kung Robert I av Neapel, som försökte tvinga henne att gifta sig med hans bror  Johan av Durazzo för att göra denna till furste av Achaea jure uxoris. Det framkom 1321 att hon hade gift sig i hemlighet. Detta bröt mot det avtal hennes mor hade signerat som förbjöd Mathilda att gifta sig utan kungen av Neapels godkännande. Robert fråntog därför Mathilda hennes rättigheter som vasall och gav Achaea till sin bror Johan, som efterträdde henne. Mathilda tillbringade resten av sitt liv i Italien. 